# IC 4983
IC 4983 ist eine Balken-Spiralgalaxie vom Hubble-Typ SBc im Sternbild Telescopium am Südsternhimmel. Sie ist schätzungsweise 271 Millionen Lichtjahre von der Milchstraße entfernt und hat einen Durchmesser von etwa 80.000 Lichtjahren.

Das Objekt wurde am 31. August 1904 von Royal Harwood Frost entdeckt.